# 热土杆菌属
热土杆菌属为热厌氧菌科的一个属。该属的模式种为铁还原热土杆菌（Thermoterrabacterium ferrireducens）。

## 下属物种
- 铁还原热土杆菌 Thermoterrabacterium ferrireducens Slobodkin et al. 1997